# Сумська агломерація
Сумська агломерація — агломерація з центром у місті Суми.

## Склад
Приблизна статистика агломерації (2001): Чисельність населення — 552,400 тис. осіб. Площа — 6009 км². Густота населення — 91,9 осіб/км².
- місто Суми — 294,852 тис.осіб, 145 км².
- місто Лебедин — 29,569 тис.осіб, 167 км²
- Сумський район — 62,800 тис.осіб, 1855 км².
- Краснопільський район — 34,113 тис.осіб, 1351 км²
- Лебединський район — 27,868 тис.осіб, 1542 км²
- Білопільський район — 61,064 тис.осіб, 1443 км²
- Тростянецький район — 42,134 тис.осіб, 1048 км²

## Охтирська агломерація
До урбанізованої території Сум (Сумсько-Охтирська конурбація) також відноситься: Охтирська агломерація у долині річки Ворскла: 
- місто Охтирка — 50,036 тис.осіб, 30 км²
- Охтирський район — 31,206 тис.осіб, 1287 км²

з загальним населенням 81,242 тисяч осіб на 1317 км² з густотою у 61,7 осіб на км²;
Сумсько-Охтирську конурбацію до даних (2001): 
- чисельність населення — 633,6 тисяч осіб
- площа — 7326 км²
- густота населення — 86,5 осіб/км².